# (466440) 2013 TW70
(466440) 2013 TW70 es un asteroide perteneciente al cinturón de asteroides, descubierto el 7 de octubre de 2004 por el equipo Spacewatch desde el Observatorio Nacional de Kitt Peak (Arizona, Estados Unidos).